# Episodi di Baskets (terza stagione)
La terza stagione della serie televisiva Baskets, composta da dieci episodi, è stata trasmessa sul canale statunitense FX dal 23 gennaio al 27 marzo 2018.
In Italia la serie è inedita.
| nº | Titolo originale     | Titolo italiano | Prima TV USA     | Prima TV Italia |
| -- | -------------------- | --------------- | ---------------- | --------------- |
| 1  | Wild Horses          |                 | 23 gennaio 2018  |                 |
| 2  | Finding Eddie        |                 | 30 gennaio 2018  |                 |
| 3  | Crash                |                 | 6 febbraio 2018  |                 |
| 4  | A Night at the Opera |                 | 13 febbraio 2018 |                 |
| 5  | Sweat Equity         |                 | 20 febbraio 2018 |                 |
| 6  | Thanksgiving         |                 | 27 febbraio 2018 |                 |
| 7  | Women's Conference   |                 | 6 marzo 2018     |                 |
| 8  | Commercial           |                 | 13 marzo 2018    |                 |
| 9  | Basque-ets           |                 | 20 marzo 2018    |                 |
| 10 | New Year's Eve       |                 | 27 marzo 2018    |                 |